# 王雀孫
王 雀孫（おう じゃくそん）は、日本のゲームシナリオライター。Navel（株式会社オメガビジョン）所属。男性。NavelのHPにおけるアイコンは『テニスの王子様』の大石秀一郎がモデル。

## 略歴
中学生時代、ゲームブックを作るなどの創作活動を始める。当時ゲームブック作家で著名だったスティーブ・ジャクソンと本名のイニシャルをもじって「O・ジャクソン」というペンネームを用いていた。現在のペンネームはこれを漢字にしたものだという。
大学卒業後、成人向け漫画の編集者の仕事を経てBasiLに入社。入社当時の役職は営業職であったという。初めて手がけた商業作品は、BasiL第二作『21-Two One-』のおまけシナリオ。
BasiL第三作『それは舞い散る桜のように』の企画・シナリオを務める。
その後、BasiLの内部分裂の影響を受けて退社。サウンドのアッチョリケ・原画家の西又葵ら制作スタッフの大半と共にNavelを創立。
Navelでは、『Really? Really!』の演出・『俺たちに翼はない』の企画・シナリオを担当。

## 逸話
- 自作品の端々の発言から、文学好きであることが窺える。児童文学にも精通しており、『それは舞い散る桜のように』のこだまシナリオでは、登場人物の口を借りて児童文学の読み解き方について語っている。
- Leafのアダルトゲーム『WHITE ALBUM』の大ファン。西又葵と一緒に『WHITE ALBUM』の同人誌も発行している。ファンの掲示板に書き込みをしたこともある。
- 『それは舞い散る桜のように』の開発中のストレスから円形脱毛症になったことがあるらしい。自身でハゲと自称してネタにするが、実際の写真では普通に生えている。
- 筆の進みは非常に遅い。当初『俺たちに翼はない』は、Navel第2作として予定されていたが、王雀孫の寡筆ぶりにより延びに延び、2008年6月28日発売予定と発表された。その後11月28日に延期になったため、代わりに世界観を知ることができるようにと『俺たちに翼はない〜Prelude〜』が6月28日に発売された。しかしさらに延期となり、2009年1月30日にNavel第6作として発売された。

## 参加作品

### アダルトゲーム
- BasiL時代
  - 21-Two One-（おまけシナリオ）
  - それは舞い散る桜のように（企画・シナリオ）
- Navel時代
  - SHUFFLE!（スクリプト）
  - Really? Really!（演出）
  - ね〜PON?×らいPON!（シナリオ）
  - 俺たちに翼はない（企画・シナリオ）
  - マリッジロワイヤル（第5期募集ヒロインプロフィール原案）
  - ネブ＊プラス（企画・シナリオ）
  - 月に寄りそう乙女の作法（シナリオ）
  - 乙女理論とその周辺 -Ecole de Paris-（シナリオ）
  - SHUFFLE! エピソード2 神にも悪魔にも狙われている男（シナリオ）
  - Princess×Princess（シナリオ）
- 他社ブランド
  - 姉小路直子と銀色の死神（みなとカーニバル、シナリオ）

### アプリゲーム
- プリンセスコネクト！Re:Dive（2019年 - 2024年、Cygames、「なかよし部」キャラクター設定[1]、イベントシナリオ執筆協力[2]）

### ライトノベル
- 始まらない終末戦争と終わってる私らの青春活劇（ダッシュエックス文庫)

### アニメ
- 俺たちに翼はない（シリーズ監修・脚本、7話,OVA）
- Phantom in the Twilight （脚本、8,9話）
- ドメスティックな彼女（脚本、6,8,10話）
- 聖女の魔力は万能です（脚本、1期4 - 6話、2期3,8話）
- 異世界薬局（脚本、5,10話）
- 転生王女と天才令嬢の魔法革命（脚本、5,7話）
- 鴨乃橋ロンの禁断推理（脚本、1期5,11話、2期19,20話）